# Гай Цервоний Пап
Гай Церво́ний Пап (лат. Gaius Cervonius Papus; умер после 243 года) — древнеримский государственный и политический деятель,  ординарный консул 243 года.

## Биография
Возможно, по рождению Пап принадлежал к патрицианским Эмилиям, но по неизвестной причине был в своё время усыновлён неким Гаем Цервонием, перейдя в его неименитый плебейский род. О гражданско-политической карьере Папа известно лишь то, что в 243 году он занимал должность ординарного консула совместно с Луцием Аннием Аррианом.